# Dussumier-Hanuman-Langur
Als Dussumier-Hanuman-Langur (Semnopithecus dussumieri) wurde früher eine im nordwestlichen und westlichen Indien lebende Primatenart bezeichnet. Heute wird die Art nicht mehr als gültig angesehen und die Langurenpopulation im nordwestlichen und westlichen Indien auf zwei Arten aufgeteilt:
- Bengalischer Hanuman-Langur (Semnopithecus entellus), umfasst alle Languren des nordindischen Tieflandes
- Schwarzfüßiger Hanuman-Langur (Semnopithecus hypoleucos), umfasst die Languren der Westghats und des westlichen Dekkan-Plateaus und damit auch zwei Unterarten (S. h. achates (Syn.: S. dussumieri achates) und S. h. iulus (Syn.: S. dussumieri iulus)), die ursprünglich dem Dussumier-Hanuman-Languren zugerechnet wurden.[1]